# Roland Kussmaul

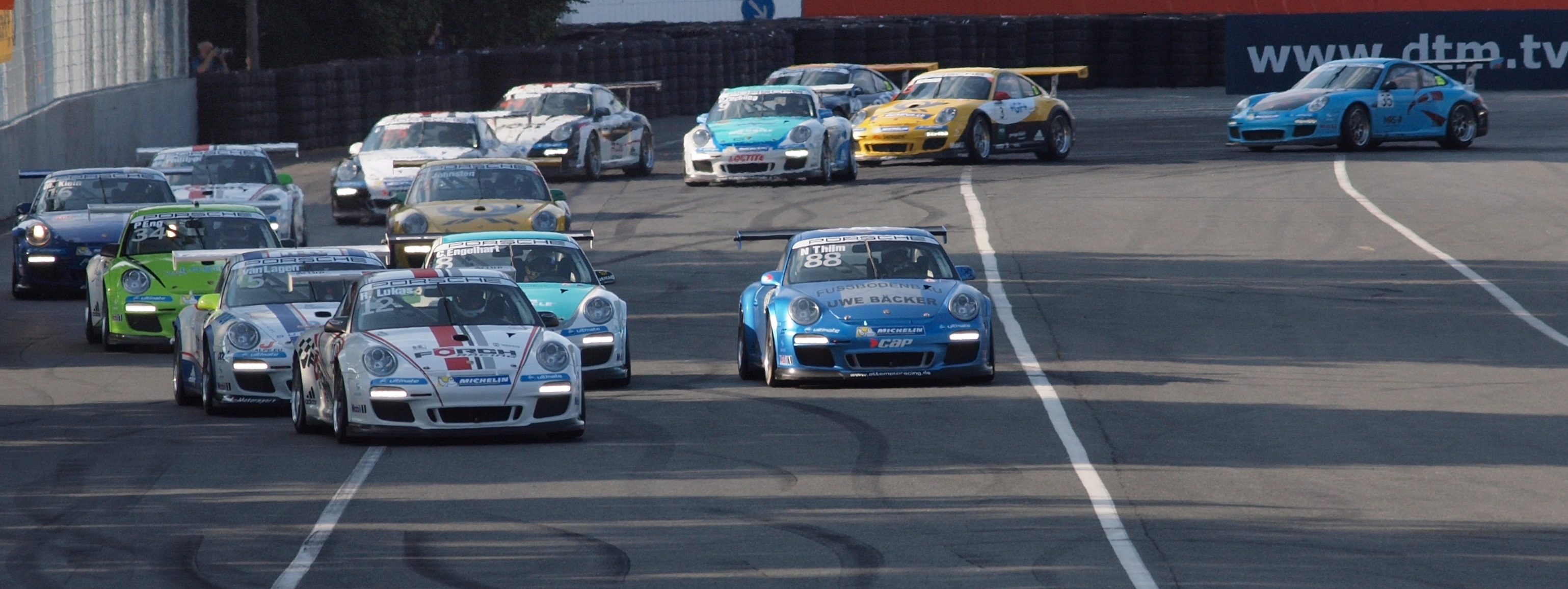
Der Porsche Carrera Cup auf dem Norisring im Juli 2013

Roland Kussmaul (* 27. September 1943 in Ludwigsburg) ist ein ehemaliger deutscher Entwicklungsingenieur, Renningenieur, Projektleiter der Porsche AG und ehemaliger Rallyerennfahrer.

## Karriere
Roland Kussmaul studierte Maschinenbau an der Universität Stuttgart und erhielt dort sein Diplom. 1969 startete er seine Karriere als neuer Mitarbeiter bei Porsche in deren Entwicklungszentrum in Weissach. Wie damals üblich, durchlief er dort eine zweijährige Ausbildungszeit. Da Kussmaul bereits eine technische Ausbildung hatte und über mechanische Erfahrungen verfügte, arbeitete er zunächst als Konstrukteur an der Entwicklung des Leopard-Panzers für das deutsche Militär. Nach einem Missgeschick bei der Konstruktion der Pedale für den Prototyp-Panzer (dessen Bremsen wiesen eine hydraulische Unterstützung auf, der Testfahrer trat allerdings auf die Bremse wie ohne Unterstützung, sodass diese brach) erkannte sein Chef Kussmauls Talent zum Leichtbau. So wurde er 1974, auch auf Wunsch von Peter Falk, dem damaligen Chef der Rennabteilung, dorthin versetzt.
Zunächst arbeitete er dort für das Rallyeprojekt des Rennteams Kühne + Nagel. Dort beschäftigte er sich – in Zusammenarbeit mit den Zulieferern – mit der Stoßdämpferentwicklung des 911er Rallyeautos von Kühne + Nagel. In dieser Anfangszeit war er neben der Entwicklung des Porsche 911 auch an Entwicklungen des Porsche 924 und des Porsche 928 beteiligt.
Um Rallye-Erfahrungen zu sammeln, fuhr er während der Anfangsjahre teilweise als Kopilot zusammen mit dem Rallyechampion Björn Waldegård mit, der 1969 und 1970 auf einem Porsche 911 bei der Rallye Monte Carlo siegte.
1978 setzte Porsche unter Leitung von Jürgen Barth und Roland Kussmaul (als Projektleiter) einen 911 SC RS erstmals bei der Safari-Rallye ein. Dieser Porsche 911 SC RS (Typ 954) wurde dann 1984 in der geplanten Stückzahl von 20 Exemplaren an Kunden verkauft.
Im Frühjahr 1979 setzte Kussmaul zusammen mit Porscherennfahrer Jürgen Barth auf privater Basis einen 924er bei der Rallye Monte Carlo ein. Sie belegten Platz 24. Im Herbst 1979 fuhren beide bei einer Rallye rund um Australien auf einem 924er zum ersten Klassensieg dieses Fahrzeugs überhaupt. 1982 belegten Barth und Kussmaul mit einem Porsche 924 GTS den 10. Platz bei der Rallye Monte Carlo. Verschiedene weitere gemeinsame Rallyeeinsätze erfolgten seitens Kussmaul und Barth von Ende der 1970er bis etwa Mitte der 1980er Jahre. Teilweise erhielt er dabei große Unterstützung seines Arbeitgebers, der Porsche AG. Unter anderem nahmen sie mit einem Porsche 911 4×4 im Jahr 1984 an der Rallye Paris–Dakar teil. Der französische Rallyefahrer René Metge gewann diese Rallye mit dem Porsche 953 4×4. Die Dakar 1985 fuhr Kussmaul als Kopilot zusammen mit René Metge. Als Fahrzeug setzte Porsche den zur damaligen Zeit als Prototyp entwickelten Porsche 959 ein.
Mit der Weiterentwicklung des Porsche 959 konnte dann bei der nächsten Rallye Paris–Dakar 1986 Rennfahrer René Metge mit seinem Kopiloten Dominique Lemoyne den 1. Platz belegen. Jacky Ickx fuhr zusammen mit seinem Kopiloten Claude Brasseur den 2. Platz ein und Kussmaul belegte zusammen mit seinem Kopiloten Hendrik Unger den 6. Gesamtrang. Da die Service-Lkws häufig erst im Morgengrauen eintrafen, hatten Kussmaul und Unger alles Wichtige an Bord, schraubten am Etappenziel oft die halbe Nacht – auch an den Fahrzeugen der Markenkollegen. Zur Not opferten sie auch Teile ihres Fahrzeugs (als „Feuerwehrauto“) für die Markenkollegen, damit diese auf jeden Fall das Ziel erreichten. Trotz dieser Widernisse trafen Kussmaul und Unger als Sechste in Dakar ein.
Es folgten neben verschiedenen internen Entwicklungsarbeiten auch Einsätze als Entwicklungs- und Renningenieur unter anderem bei den 24-Stunden-Rennen von Le Mans. Dort betreute er die Einsätze der Porsche-956- und -962-Gruppe-C-Rennwagen.
1990 bekam Roland Kussmaul den Auftrag, ein Markenpokal-Auto auf der Basis des 911 Carrera 2 zu entwickeln. Daraus ergab sich eine Erfolgsgeschichte, denn der Porsche Carrera Cup kann in Deutschland mittlerweile seine 26. Saison feiern. Heute wird weltweit in 13 Serien mit Porsche-Carrera-Cup-Fahrzeugen um Siege und Punkte gefahren. Hinzu kommt der Porsche Supercup, der seit 1993 fester Bestandteil des Formel-1-Rahmenprogramms ist.
Roland Kussmaul wurde schließlich Entwicklungschef für Renn- und Sonderfahrzeuge sowie Chef der Zuffenhausener Performance-Abteilung. In dieser Funktion entwickelte er unter anderem ab 1999 den Porsche Carrera GT und später den Leichtbau-Porsche 911 R. Seine aktive Zeit bei Porsche beendete er offiziell Ende 2008. Danach arbeitete er als „Consultant“ weiterhin für das schwäbische Unternehmen und erledigt nach wie vor verschiedene Sonderaufgaben.
Zum Saisonstart 2016 betreut Roland Kussmaul als Renningenieur das KÜS Team 75 Bernhard in der ADAC-GT-Mastersserie. Dieses Team gehört dem Porsche-Sportwagen-Weltmeister Timo Bernhard und seinem Vater Rüdiger. In der ADAC-GT-Mastersserie setzen sie die neuen Porsche 911 GT3 R ein.